# Donja Plemenšćina
Donja Plemenšćina – wieś w Chorwacji, w żupanii krapińsko-zagorskiej, w mieście Pregrada. W 2011 roku liczyła 138 mieszkańców.